# Паркър
Вижте пояснителната страница за други значения на Паркър.
Паркър (на английски: Parker) е град в окръг Дъглас, щата Колорадо, САЩ. Паркър е с население от 23 558 жители (2000) и обща площ от 37,8 km². Намира се на 1789 m надморска височина. ЗИП кодът му е 80134, 80138, а телефонният му код е 303, 720.